# Heerewaarden
Heerewaarden is een dorp in de gemeente Maasdriel in de Nederlandse provincie Gelderland. Het dorp telt 1.385 inwoners (op 1 januari 2023).
Het dorp Heerewaarden ligt in de smalle oeverwalstrook tussen de Waal in het noorden, de Maas in het zuiden, het Kanaal van St. Andries in het westen en het Driedijkenpunt in het oosten. Men kan Heerewaarden beschouwen als onderdeel van de Bommelerwaard, maar ook als een aparte waard tussen de Bommelerwaard en het Land van Maas en Waal.
Heerewaarden grenst met beide zijden aan het water en is gebouwd op een terp. Vroeger was er een open verbinding tussen de Waal en de Maas. Ten noorden van het dorp ligt de Heerewaardense Afsluitdijk. Bij het gehucht Veluwe komen drie dijken (Waaldijk, de Maasdijk en de Afsluitdijk) bij elkaar in het Driedijkenpunt.

## Geschiedenis
Rond het jaar 1000 was de eerste vermelding als “Heriwarda”. In de vroege 11e eeuw kreeg de Luikse bisschop Durand de heerlijkheid Heerewaarden terug dankzij zijn steun aan keizer Koenraad II tijdens diens verkiezing tot koning van Duitsland. Door de gunstige ligging heeft het dorp zich in de middeleeuwen sterk ontwikkeld.

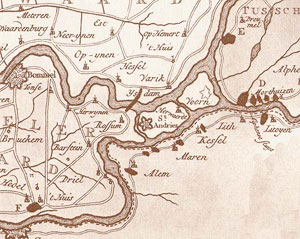
De Voorn en (oud) Fort Sint-Andries

In de Tachtigjarige Oorlog bleek de strategische ligging. Spanjaarden en Hollanders hebben er veel gevochten. In die tijd zijn twee forten gebouwd waarvan de sporen nu nog in het landschap te zien zijn: De Voorn en (oud) Fort Sint-Andries. Een derde fort, Nieuw Fort St. Andries uit begin 19e eeuw, is sinds de Tweede Wereldoorlog een ruïne.
Er hebben twee gemeentes met de naam Heerewaarden bestaan. De eerste gemeente werd op 1 januari 1818 samengevoegd met de gemeente Hurwenen als nieuwe gemeente Rossum. De tweede gemeente, met een kleinere omvang dan de eerste, ontstond op 1 januari 1821 door afsplitsing van de gemeente Rossum. Deze gemeente is op 1 januari 1999 opgeheven en bij Maasdriel gevoegd.

## Bezienswaardigheden

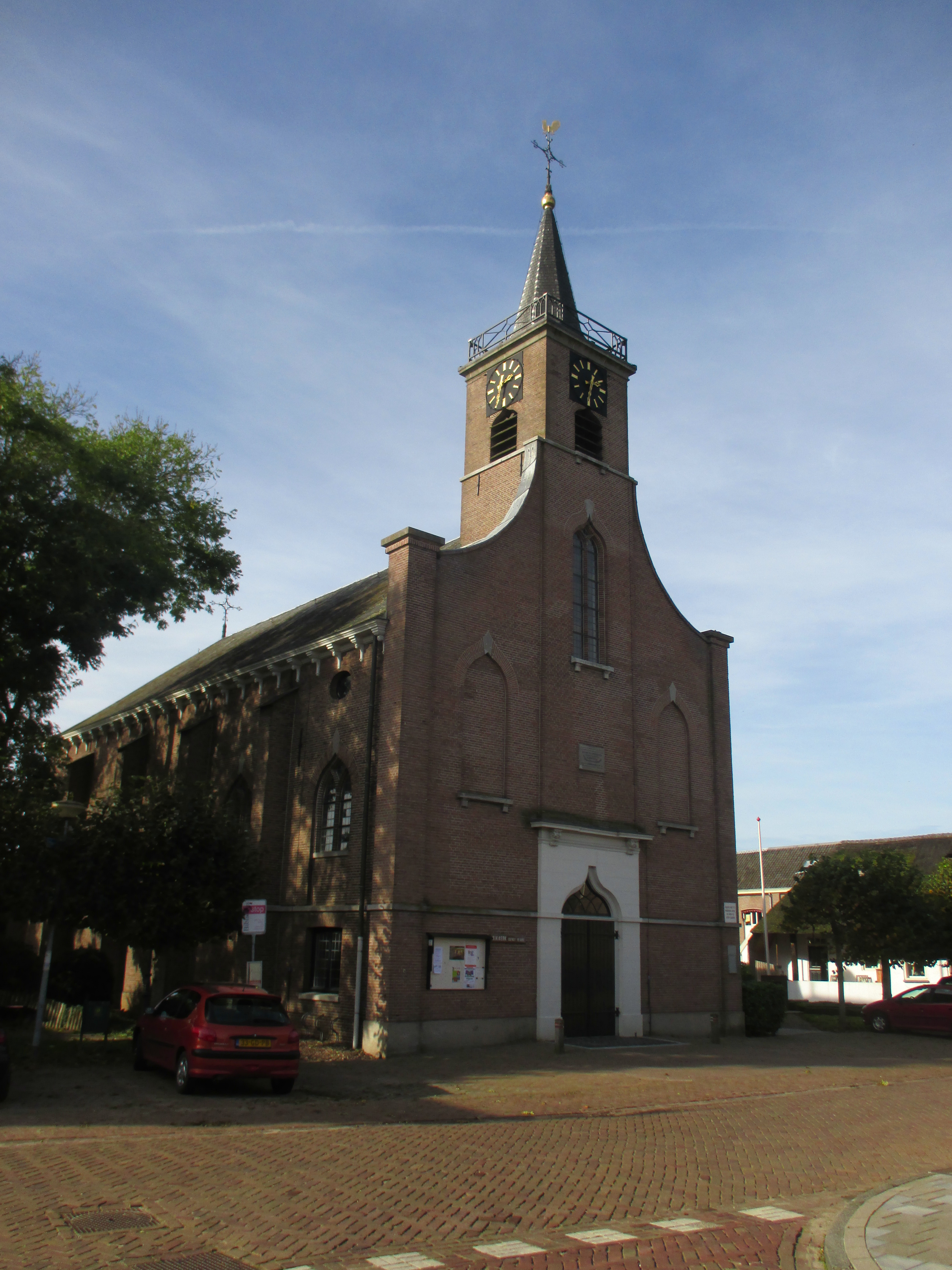
Hervormde Kerk te Heerewaarden

- Een deel van Heerewaarden is een beschermd dorpsgezicht. De authentieke bebouwing is voornamelijk gesitueerd aan de kronkelende Hogestraat. Aangezien deze bebouwing vanaf de doorgaande route niet waarneembaar is, zijn de cultuurhistorische waardevolle delen min of meer "verborgen schoonheden". Met name aan de noordzijde van het dorp is sprake van een fraaie overgang naar het omringende landschap.
- De oude dorpskern van Heerewaarden omvat een groot aantal cultuurhistorisch waardevolle gebouwen, waaronder een tiental rijksmonumenten.
- De Nederlands Hervormde Kerk is een zaalkerk met driezijdige koorsluiting en een ingezwenkte topgevel voorzien van een geveltoren met ingesnoerde naaldspits. De kerk verrees in 1849-'50 ter vervanging van een voorganger uit 1608, die weer een verwoeste middeleeuwse kerk verving. Het gebouw vertoont neogotische invloeden, zoals de ezelsrugbogen van vensters, deur en galmgaten. Tot de inventaris behoren een preekstoel in Lodewijk XIV-stijl (1738) en een door de firma E. Leichel & Zn. gebouwd orgel (1897).
- Het (voormalige) gemeentehuis annex polderhuis aan Hogestraat 26, naast de kerk. Dit pand uit 1891 is opgetrokken in neorenaissancestijl met een trapgevel. Er zijn rijke gevelversieringen boven de kozijnen en lijstwerk te zien.
- Hallenhuisboerderijen Hogestraat 13 en 14, eerste helft 19e eeuw.
- Voormalig veerhuis aan Veerstraat 12-14, een T-vormig pand uit 1875, aan de Maas.
- Fort Sint Andries
- Nieuw Fort St. Andries, tegenwoordig een natuurontwikkelingsproject
- Bezoekerscentrum De Grote Rivieren
- Het Kanaal van St. Andries, verbinding tussen de rivieren de Maas en de Waal.

Zie ook
- Lijst van rijksmonumenten in Heerewaarden
- Lijst van gemeentelijke monumenten in Heerewaarden

## Natuur en landschap
Heerewaarden ligt op een smalle landtong tussen Waal en Maas op een hoogte van ongeveer 5 meter. Het ligt in de uiterste oostpunt van de Bommelerwaard, die verder oostelijk overgaat in het Land van Maas en Waal. Ten zuidwesten, langs de Waal, liggen enkele strangen. 

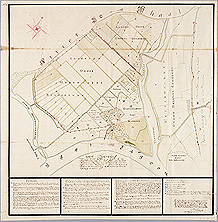
Heerewaarden in 1790

## Economie
Heerewaarden had vroeger een grote vissersgemeenschap. De Waal en de Maas waren tientallen jaren geleden nog erg rijk aan paling en zalm. In de tuin van het Bezoekerscentrum De Grote Rivieren ligt nog een oude palingschokker, een schip dat gebruikt werd voor het riviervissen. Naast de visserij was ook de baksteenindustrie van belang, met name de firma Ambrosius.

## Recreatie
Bij het dorp bevinden zich een jachthaven en een camping. Deze zijn sterk op de Maas en het recreatiegebied "de Lithse Ham" georiënteerd. Door de fraaie landschappelijke ligging is het dorp het startpunt voor recreatieve tochten langs de rivieren en door het natuurontwikkelingsproject Fort St. Andries.

## Sport
Heerewaarden heeft twee sportverenigingen, dat zijn: SV Heerewaarden en een tennisvereniging.
Op zaterdag 20 augustus 2022 liep de route van de tweede etappe (van 's-Hertogenbosch naar Utrecht) van de Ronde van Spanje 2022 door Heerewaarden.

## Onderwijs

### Basisonderwijs
De plaatselijke basisschool is Tweestromenschool

## Trivia
- Jacobus Groenendaal, geboren in Heerewaarden, was in 1854 de eerste staatssecretaris en penningmeester van de onafhankelijke republiek Oranje Vrijstaat.
- Heerewaarden was vroeger de meest linkse gemeente van Gelderland. In de Tweede Kamerverkiezingen van 1956 stemde bijvoorbeeld 75.6% van de kiezers in Heerewaarden op de PvdA, het hoogste aandeel PvdA stemmen in Nederland.

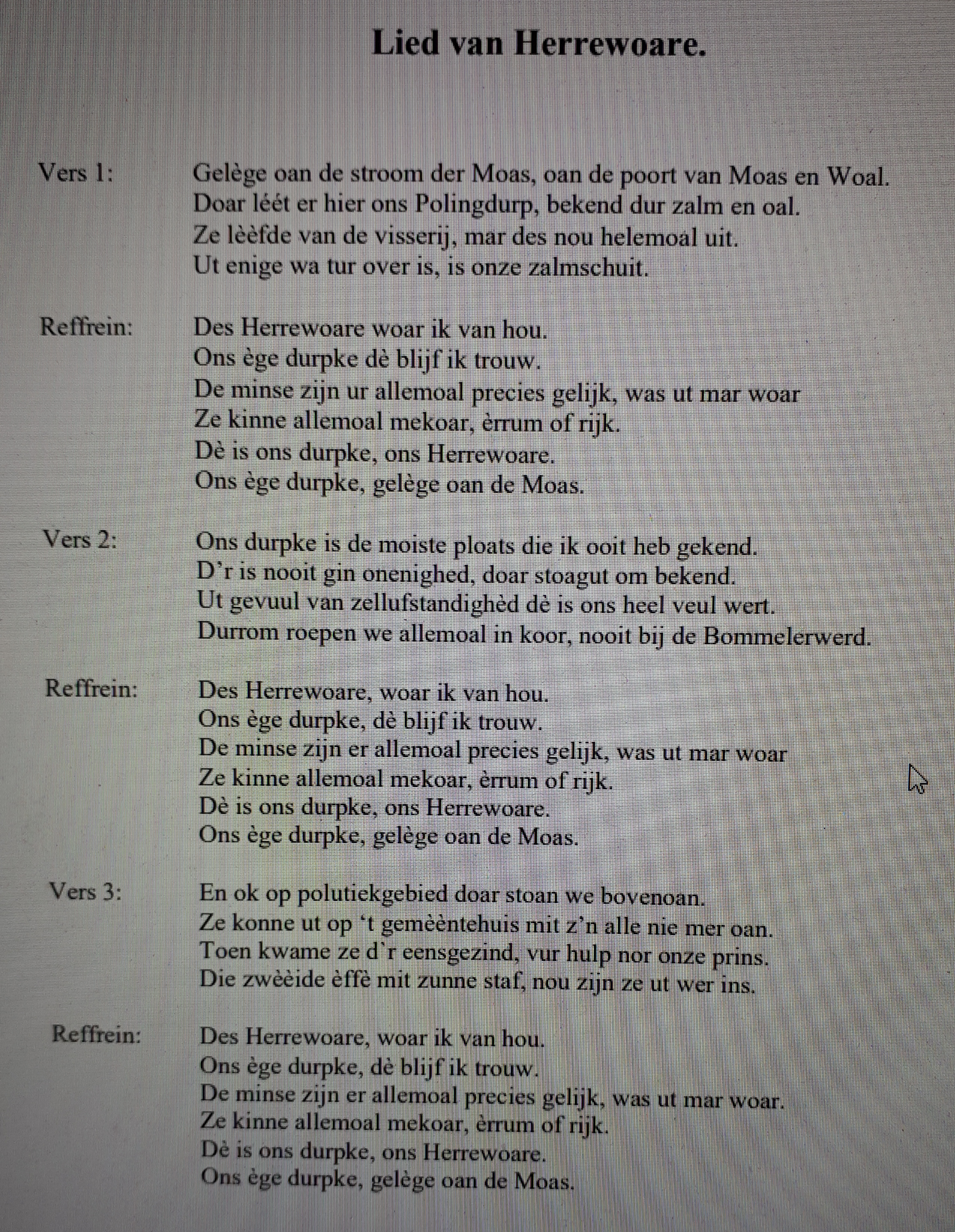

- Het volkslied van Heerewaarden heeft dezelfde melodie als dat van Rosmalen.

## Nabijgelegen kernen
Dreumel, Alphen, Rossum